# Visvlieterdiep
Het Visvlieterdiep, vroeger Besheersdiep genoemd, is een kanaaltje in de provincie Groningen. Het loopt van de Lauwers langs het dorp Visvliet naar het Van Starkenborghkanaal. Tussen Visvliet en het kanaal wordt het water overspannen door een spoorbrug van de lijn Leeuwarden-Groningen en de Sappentil van de Westerhornerweg.
Vlak voor de spoorlijn en met name voorbij de Sappentil is in 2005 door Wetterskip Fryslân een plas-drasgebied aangelegd voor otters.
Tegenover de uitmonding van het Visvlieterdiep in het Van Starkenborghkanaal bevond zich vroeger het gehucht Roode Huisje, dat net als het nabijgelegen gehucht Kievitjeburen bij de verbreding van het kanaal in de jaren 1930 is verdwenen.

## Naam
De naam Besheersdiep is afkomstig uit een akte uit 1543 waarin staat dat het onderhoud van het diep besheer door de bewoners van de Ruigewaard en Lutjegast gebeurde. Men begreep het woord "besheer" niet zo goed en meende dat het de naam van het water was, dus het "Diep Besheer", later werd dit "Besheersdiep". "Besheer" betekende echter "tot nu toe" (vergelijk het Duitse bisher). De naam is wat in onbruik geraakt, maar de polder aan de westzijde van het kanaal heet nog de Besheerpolder. In de 20e eeuw werd de naam Visvlieter Vaart gebruikt en tegenwoordig de naam Visvlietderdiep.

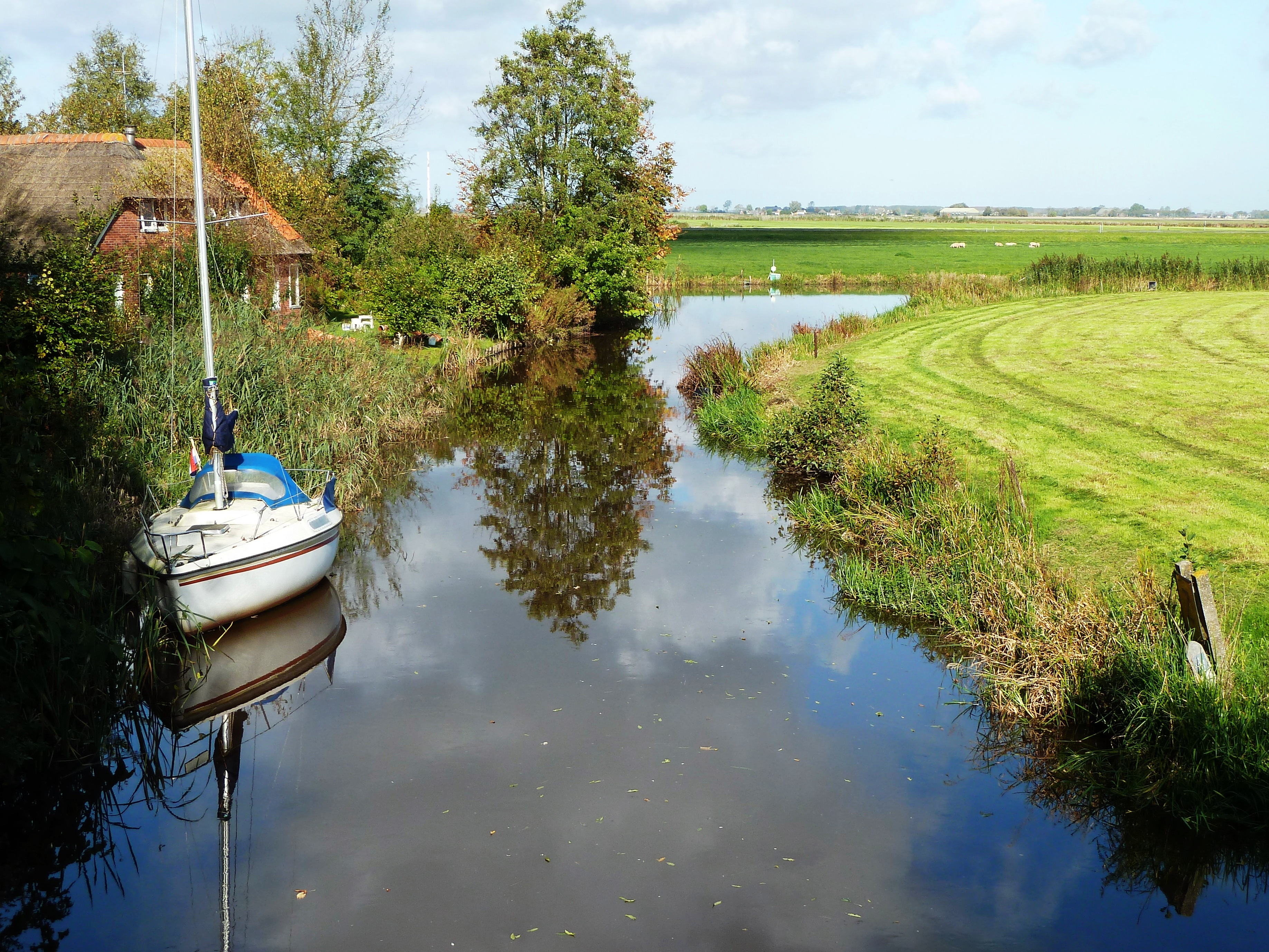
Visvlieterdiep bij Visvliet bij de instroom in de Lauwers (noorden)
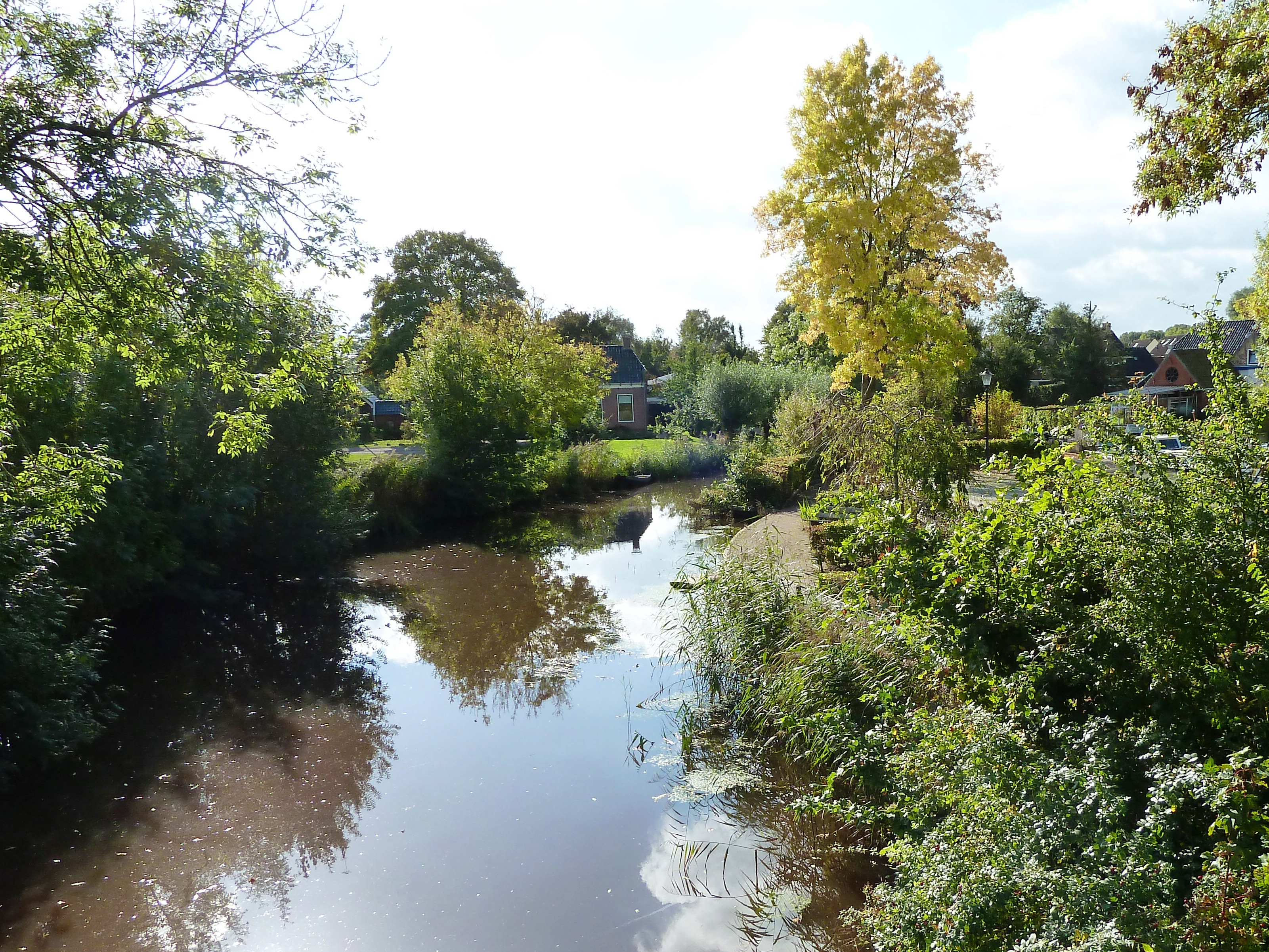
Visvlieterdiep bij Visvliet gezien naar het zuiden